# Klangschmiede Studio E
Die Klangschmiede Studio E (oft kurz: Studio E) ist ein deutsches Musikstudio in der unterfränkischen Stadt Mellrichstadt. Es wird betrieben von Markus Stock, der selbst als Musiker in den Gruppen Empyrium und The Vision Bleak aktiv ist. Im Studio E werden alle Aspekte einer Musikproduktion durchgeführt, von der Aufnahme über die Abmischung bis zum Mastering. Die Kundschaft des Studios besteht vorrangig aus Bands des Labels Prophecy Productions und dessen Sublabels sowie Gruppen aus der deutschen Black-, Gothic-, Pagan- und Folk-Metal-Szene. 

## Geschichte
Die Klangschmiede Studio E nahm 1998 ihren Betrieb auf. Während erste Produktionen – z. B. die Autumnblaze-Single Every Silent Moment I Weep – noch im Frühjahr in Markus Stocks Heimatstadt Hendungen aufgenommen wurden, wurde im weiteren Verlauf des Jahres eine enge Kooperation mit Prophecy Productions beschlossen, infolge welcher das Studio im rheinland-pfälzischen Zeltingen-Rachtig in einem Gebäude mit dem Label eingerichtet und professionalisiert wurde. Laut Prophecy-Chef Martin Koller konnte mit Markus Stock „eine feste Größe in Sachen Qualität und Verständnis unserer Musik-Produktionen“ gewonnen werden. Die erste Musikproduktion in Zeltingen-Rachtig wurde im Dezember 1998 durchgeführt. Im Jahr 2003 wurde der Sitz des Studios nach Mellrichstadt verlegt, von wo aus es seitdem betrieben wird.

## Bekannte Kunden und Werke
Die folgende Tabelle gibt eine Auswahl bedeutender Veröffentlichungen wieder, an deren Produktion die Klangschmiede Studio E beteiligt war.
| VÖ-Jahr | Band                | Album                                | Prozess                             |
| ------- | ------------------- | ------------------------------------ | ----------------------------------- |
| 1999    | Empyrium            | Where at Night the Wood Grouse Plays | Aufnahmen, Abmischung und Mastering |
| 2000    | Autumnblaze         | Bleak                                | Aufnahmen, Abmischung und Mastering |
| 2000    | Green Carnation     | Journey to the End of the Night      | Mastering                           |
| 2001    | Dornenreich         | Her von welken Nächten               | Aufnahmen, Abmischung und Mastering |
| 2001    | Deinonychus         | Mournument                           | Aufnahmen, Abmischung und Mastering |
| 2001    | Bethlehem           | Schatten aus der Alexander Welt      | Aufnahmen, Abmischung und Mastering |
| 2001    | Dark Fortress       | Tales from Eternal Dusk              | Aufnahmen, Abmischung und Mastering |
| 2001    | Grabnebelfürsten    | Von Schemen und Trugbildern          | Aufnahmen, Abmischung und Mastering |
| 2002    | Ewigheim            | Mord nicht ohne Grund                | Aufnahmen, Abmischung und Mastering |
| 2002    | Empyrium            | Weiland                              | Aufnahmen, Abmischung und Mastering |
| 2004    | The Vision Bleak    | The Deathship Has a New Captain      | Aufnahmen, Abmischung und Mastering |
| 2004    | Lacrimas Profundere | Fall, I Will Wollow                  | Aufnahmen, Abmischung und Mastering |
| 2004    | Ewigheim            | Heimwege                             | Aufnahmen, Abmischung und Mastering |
| 2004    | Eisregen            | Wundwasser                           | Aufnahmen, Abmischung und Mastering |
| 2005    | The Vision Bleak    | Carpathia - A Dramatic Poem          | Aufnahmen, Abmischung und Mastering |
| 2005    | Helrunar            | Frostnacht                           | Abmischung und Mastering            |
| 2005    | Dornenreich         | Hexenwind                            | Aufnahmen, Abmischung und Mastering |
| 2005    | Mourning Beloveth   | A Murderous Circus                   | Aufnahmen, Abmischung und Mastering |
| 2006    | Secrets of the Moon | Antithesis                           | Aufnahmen, Abmischung und Mastering |
| 2006    | Eluveitie           | Spirit                               | Abmischung und Mastering            |
| 2006    | Dornenreich         | Durch den Traum                      | Aufnahmen, Abmischung und Mastering |
| 2006    | Neun Welten         | Vergessene Pfade                     | Aufnahmen, Abmischung und Mastering |
| 2007    | The Vision Bleak    | The Wolves Go Hunt Their Prey        | Aufnahmen, Abmischung und Mastering |
| 2007    | Helrunar            | Baldr Ok Íss                         | Aufnahmen, Abmischung und Mastering |
| 2007    | Eisregen            | Blutbahnen                           | Aufnahmen, Abmischung und Mastering |
| 2008    | Mourning Beloveth   | A Disease for the Ages               | Aufnahmen, Abmischung und Mastering |
| 2008    | Midnattsol          | Nordlys                              | Aufnahmen, Abmischung und Mastering |
| 2008    | Eisregen            | Knochenkult                          | Aufnahmen, Abmischung und Mastering |
| 2009    | Amesoeurs           | Amesoeurs                            | Aufnahmen, Abmischung und Mastering |
| 2009    | Secrets of the Moon | Privilegivm                          | Aufnahmen, Abmischung und Mastering |
| 2009    | Neun Welten         | Destrunken                           | Aufnahmen                           |
| 2009    | Ahab                | The Divinity Of Oceans               | Abmischung und Mastering            |
| 2009    | Maroon              | Order                                | Aufnahmen, Abmischung und Mastering |
| 2010    | Alcest              | Écailles de lune                     | Aufnahmen                           |
| 2010    | The Vision Bleak    | Set Sail to Mystery                  | Aufnahmen, Abmischung und Mastering |
| 2010    | Eisregen            | Schlangensonne                       | Aufnahmen, Abmischung und Mastering |
| 2011    | Helrunar            | Sól                                  | Aufnahmen, Abmischung und Mastering |
| 2011    | Dornenreich         | Flammentriebe                        | Aufnahmen, Abmischung und Mastering |
| 2011    | Eisregen            | Rostrot                              | Aufnahmen, Abmischung und Mastering |
| 2011    | Midnattsol          | The Metamorphosis Melody             | Aufnahmen, Abmischung und Mastering |
| 2012    | Alcest              | Les voyages de l’âme                 | Aufnahmen                           |
| 2012    | Secrets of the Moon | Seven Bells                          | Aufnahmen                           |
| 2015    | Angur               | Ego                                  | Abmischung und Mastering            |
| 2015    | Eisregen            | Marschmusik                          | Abmischung und Mastering            |
| 2017    | Eisregen            | Fleischfilm                          | Abmischung und Mastering            |
| 2020    | Eisregen            | Leblos                               | Abmischung und Mastering            |

Einige der in der Klangschmiede Studio E produzierten Alben von The Vision Bleak, Helrunar, Dornenreich, Eisregen und Maroon erreichten zudem Platzierungen in den deutschen Albumcharts.